# 南楊州市聯足球會
南楊州市聯足球會(Namyangju United Football Club是一支位於韓國南楊州市的職業足球會，曾於K聯賽3角逐。
2008年第一個賽季參加韓國足球聯賽。並在2012賽季末退出了聯賽。